# Liam Craig
Liam Craig (Edinburgh, 27 december 1987) is een Schotse voetballer die bij voorkeur als middenvelder speelt. Hij tekende in juli 2015 een contract tot medio 2016 bij St. Johnstone, dat hem transfervrij overnam van Hibernian. Craig speelde van 2007 tot en met 2013 ook al voor St. Johnstone.